# Valdeorras (vino)
Valdeorras es una denominación de origen protegida (DOP) cuya zona de producción se encuentra situada en la parte Nor-Oriental de la provincia de Orense (España). La componen 8 municipios. Regada por el río Sil, obtuvo la calificación de denominación de origen en el año 1945.
La DOP Valdeorras obtuvo su registro ante la Unión Europea el 13 de junio de 1986. También cuenta con registro ante la Organización Mundial de la Propiedad Intelectual desde 22 de junio de 2021.

## El entorno
La altitud media de los viñedos es de 500 metros sobre el nivel del mar, los suelos son pizarrosos.
El clima es mediterráneo-oceánico, con influencia atlántica, la temperatura media anual es de 11° y las precipitaciones van de 850 a 1000 mm.

## Uvas
Las variedades autorizadas por el último Reglamento aprobado por el Consejo Regulador en 2009 son:
- Variedades tintas: 
  - Preferentes: Mencía, Tempranillo, Brancellao, Merenzao, Sousón, Caíño tinto, Espadeiro y Ferrón.
  - Autorizadas: Grao negro (Gran negro), Garnacha tintorera y Negreda (mouratón o Juan García)

- Variedades blancas:
  - Preferentes: Godello, Dona Branca, Loureira, Treixadura, Albariño, Torrontés y Lado.
  - Autorizadas: Palomino fino

## Municipios que integran la D.O. Valdeorras
Los 8 municipios que integran la D.O. Valdeorras son los siguientes: El Barco de Valdeorras, El Bollo, Carballeda de Valdeorras, Laroco, Petín, Rúa, Rubiana y Villamartín de Valdeorras

## Calificación de añadas
Las calificaciones de las cosechas otorgadas por el Consejo Regulador de la D.O. Valdeorras son:
| - 1977 Regular - 1978 Deficiente - 1979 Deficiente - 1980 Muy Buena - 1981 Excelente - 1982 Buena - 1983 Muy Buena - 1984 Excelente - 1985 | - 1986 - 1987 - 1988 Buena - 1989 Buena - 1990 Buena - 1991 Muy Buena - 1992 Buena - 1993 Regular - 1994 Muy Buena | - 1995 Buena - 1996 Buena - 1997 Excelente - 1998 Buena - 1999 Muy Buena - 2000 Muy Buena - 2001 Buena - 2002 Buena - 2003 Muy Buena | - 2004 Buena - 2005 Muy Buena - 2006 Muy Buena - 2007 - 2008 Muy Buena - 2009 Muy Buena - 2010 |

## Bodegas
- Bodega Roandi
- Bodega La Tapada
- Bodegas Godeval
- Bodega Viña Doña Maria
- Bodega Alan
- Bodega Avelina
- Bodega Docampo-Gacio
- Bodega O Casal
- Bodega O Ribouzo
- Bodega A Coroa
- Bodega Dia-Noite
- Bodega Don Mario
- Bodega Melillas
- Bodega Testeiro
- Bodega Beneitez
- Bodega Carballal
- Bodega Coop. Jesus Nazareno
- Bodega Coop. Virxen das Viñas
- Bodega Sta Maria dos Remedios
- Bodega Francisco Fernández
- Bodega German Rguez Salgado
- Bodega Jesus Rafael Nuñez
- Bodega German Rguez Prada
- Bodega Joaquin Rebolledo
- Bodega Jose González
- Bodega jose Mayo
- Bodega Jose Rguez Glez
- Bodega Juan Ares Vicente
- Bodega Ladera Sagrada
- Bodega Mª Teresa Nuñez
- Bodega Ruchel
- Bodega Manuel Corzo
- Bodega O Luar do Sil
- Bodega Os Cinco Irmans
- Bodega Rafael Palacios
- Bodega Sampayolo
- Bodega Santa Marta
- Bodega Señorío de Roblido
- Bodega Valdesil
- Bodega Val de Iurres
- Bodega Virxen de Galir
- Bodega Boas Marcas de España
- Bodega Condegodos
- Bodega Viña Somoza
- Bodega Angela Quiros
- Bodega Chan de Ouro
- Bodega Quinta da Peza
- Bodega O' Cepado

## Normativa
Los reglamentos (y sus  modificaciones) aprobados de la D.O. Valdeorras desde que se formó en 1977 en el Boletín Oficial del Estado (BOE) y en el Diario Oficial de Galicia (DOG) son los siguientes:
- [BOE-A-1977-8421] Orden por la que se aprueba el Reglamento de la Denominación de Origen «Valdeorras» y de su Consejo Regulador. (BOE 1-4-1977)[1]

- [BOE-A-1977-12375] Corrección de errores de la Orden de 24 de febrero de 1977 por la que se aprueba el Reglamento de la Denominación de Origen «Valdeorras» y de su Consejo Regulador. (BOE 19-5-1977)[2]

- [BOE-A-2000-9301] Orden de 9 de mayo de 2000 por la que se ratifica la modificación del Reglamento de la Denominación de Origen "Valdeorras" y de su Consejo Regulador. (BOE 18-5-2000)[3]

- [DOG] Orde do 7 de marzo de 2005 pola que se modifica o regulamento da denominación de orixe Valdeorras e do seu consello regulador. (DOG 18-3-2005)[4]

- [BOE-A-2005-13252] Orden APA/2498/2005, de 7 de julio, por la que se dispone la publicación de la Orden de 7 de marzo de 2005, de la Consejería de Política Agroalimentaria y Desarrollo Rural de la Junta de Galicia, por la que se modifica el reglamento de la denominación de origen Valdeorras y de su consejo regulador. (BOE 1-8-2005)[5]

- [DOG] Orde do 30 de xullo de 2009 pola que se modifica o Regulamento da denominación de orixe Valdeorras e do seu Consello Regulador. (DOG 31-7-2009)[6]

- [BOE-A-2009-17067] Resolución de 15 de septiembre de 2009, de la Dirección General de Industria y Mercados Alimentarios, por la que se publica la Orden de 30 de julio de 2009, por la que se modifica el Reglamento de la Denominación de Origen "Valdeorras" y de su Consejo Regulador. (BOE 27-10-2009)[7]

- [DOG] Orde do 24 de novembro de 2009 pola que se aproba o Regulamento da denominación de orixe Valdeorras e do seu Consello Regulador. (DOG 30-11-2009)[8]